# Пхапхунд
Пхапхунд (англ. Phaphund) — город на севере Индии, в штате Уттар-Прадеш, в округе Аурайя.

## География
Город находится к северу от реки Джамны и города Аурайя, к юго-западу от Дибиапура, на высоте 132 метра над уровнем моря.

## Демография
По данным официальной переписи 2001 года численность населения города составляла 15 341 человек, из них 8145 мужчин и 7196 женщин. Уровень грамотности населения города составляет 62 %, что выше, чем средний по стране показатель 59,5 %. Уровень грамотности среди мужчин — 67 %, среди женщин — 56 %. Доля лиц в возрасте младше 6 лет — 18 %.

## Транспорт
В городе Дибиапур, в нескольких километрах к северо-востоку от Пхапхунда, имеется железнодорожная станция на линии Дели — Хаора.